# Eolia (kraina)

Krainy historyczne Azji Mniejszej

Eolia, Eolida (gr. Αιολίς Aiolís, Αιολία Aiolía; łac. Aeolis, Aeolia) – część starożytnej Grecji obejmująca fragment wybrzeża północno-zachodniej Azji Mniejszej od Hellespontu na północy do ujścia rzeki Hermos na południu (nadmorski pas krain Troada, Myzja i Lydia), oraz pobliskie wyspy (m.in. Lesbos). Jest to termin raczej etniczno-lingwistyczny niż stricte geograficzny lub polityczny – w czasach klasycznych oznaczał obszary w Azji i na wyspach zasiedlone przez Greków mówiących dialektem eolskim, którym w Grecji europejskiej posługiwali się wtedy tylko mieszkańcy Beocji i Tesalii. Na południe od Eolii leżały inne strefy greckiego osadnictwa w Azji Mniejszej – Jonia i Doryda.

## Osadnictwo eolskie w Azji i na wyspach Morza Egejskiego
Migracja Greków na tereny Eolii miała miejsce po upadku cywilizacji mykeńskiej w okresie tzw. wieków ciemnych, głównie z obszarów późniejszej Beocji i Tesalii w Grecji Środkowej. W pierwszej kolejności zasiedlono pobliskie wyspy Lesbos i Tenedos, by później kolonizować wybrzeża Troady i obszary położone na południe.

### Lesbos
Trudno oszacować kiedy Grecy eolscy po raz pierwszy pojawili się na Lesbos, dużej i żyznej wyspie tuż u wybrzeży Azji Mniejszej, ale niektóre poszlaki wskazują, że miało to miejsce jeszcze w epoce brązu, a najpóźniej zasiedlanie rozpoczęło się do ok. 1000 p.n.e. W okresie klasycznym istniało na wyspie sześć polis: Mitylena, Methymna, Antissa, Eresos, Pyrra oraz Arisba (zajęta przez Methymnę), dodatkowo autorzy starożytni wspominają o kilku opuszczonych miastach z czasów wcześniejszych. Mieszkańcy Lesbos wzięli później udział w zasiedlaniu pobliskich wybrzeży Azji Mniejszej.

### Południowa Eolia

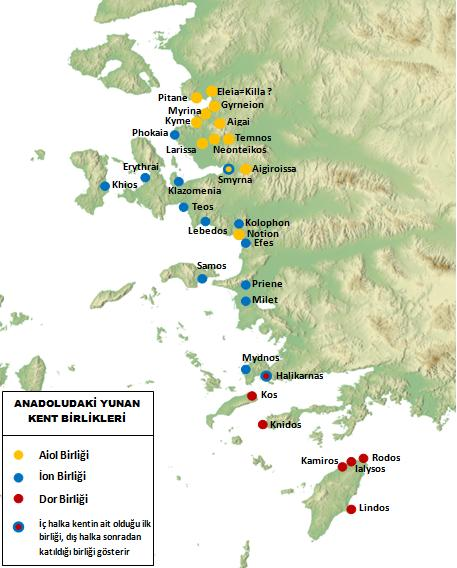
Związki greckich polis w Azji Mniejszej. Kolorem żółtym oznaczono miasta eolskie, niebieskim jońskie, czerwonym doryckie heksapolis

Herodot (V wiek p.n.e.) wspomina o istnieniu związku dwunastu polis (dodekapolis) eolskich: Kyme, Larysy, Neotejchos (z gr. Nowe Mury), Temnos, Killa, Notion, Ajgiroessa, Pitana, Ajgaje, Myrina, Grynea i Smyrna (która później stała się polis jońskim). Mimo że położenia niektórych miast z tej listy nie udało się jeszcze ustalić, można przyjąć, że leżały one (wraz z innymi miastami) między Zatoką Smyrneńską na południu a rzeką Kaikos (współczesna Bakırçay) na północy. Centrum religijnym związku polis eoliskich miałaby być świątynia Apollina w Grynei. Jeśli przyjąć za prawdziwe twierdzenia Herodota, że miasta te tworzyły związek zanim Smyrna z miasta eolskiego przekształciła się w jońskie (co według dowodów archeologicznych nastąpiło do VIII wieku p.n.e.), to czas powstania tych polis należałoby datować na ok. 1000 rok p.n.e.
Najważniejszym miastem regionu i być może liderem związku było Kyme, założone według tradycji przez mieszkańców Lokrydy w Grecji, i stanowiące metropolię dla około trzydziestu mniejszych ośrodków w Eolii. O innych polis regionu nie mamy zbyt wielu informacji aż do czasów hellenistycznych. Ta część Eolii pozostawała raczej na uboczu dziejów starożytnej Grecji. Nadbrzeżny teren żyznej ziemi oddzielony od reszty Azji Mniejszej niedostępnymi górami nie sprzyjał też kontaktom z miejscowymi ludami azjatyckimi. Sięgającymi najdalej w głąb lądu miastami tego regionu były: Magnezja koło Sipylosu i Ajgaje położone w górzystym terenie.

### Północna Eolia, Troada
Leżące dalej na północ wybrzeże przez długi czas znajdowało się w rękach miejscowego ludu – Myzyjczyków, który niechętnie ulegał hellenizacji. Do połowy VI wieku p.n.e. powstało tu (jońskie) miasto Atarneus założone przez mieszkańców Chios na skraju równiny Kaikosa, a dalej na północ niewielkie eolskie miasteczko na wyspie Poroselene, które zajęło też część wybrzeża na kontynencie. Dopiero gdy Myzyjczycy przenieśli się w głąb lądu (IV wiek p.n.e.) na fragmencie wybrzeża naprzeciw Mityleny (leżącej na wyspie Lesbos) powstały wioski założone przez to eolskie miasto.
Pierwsze ślady eolskiego osadnicta w Troadzie, datowanego na VIII wiek p.n.e., znajduje się na jej zachodnim wybrzeżu. Były to najprawdopodobniej osady zależne od Mityleny aż do 427 p.n.e., z wyjątkiem fragmentu położonego naprzeciw wyspy Tenedos, zasiedlanego przez jej mieszkańców. Do ok. 700 p.n.e. na równinie, gdzie dawniej leżała Troja, Mitylena założyła trzy lub cztery rolnicze osady, a w głębi lądu, nad Skamandrem do VII wieku p.n.e. powstały dwa niezależne miasta Kebren i Skepsis. Na południowym wybrzeżu Troady mieszkańcy Methymny założyli Assos i Gargarę.

## Historia
Miasta eolskie znalazły się w VII–VI wieku p.n.e. pod panowaniem królów Lydii, rządzących z Sardes, a po 546 p.n.e. w imperium perskim. Dostarczyły 60 statków królowi perskiemu Kserksesowi I podczas jego wyprawy przeciwko polis Grecji w 480 p.n.e. Po klęsce wyprawy polis Eolii w większości były członkami Związku Morskiego kierowanego przez Ateny. Ponownie trafiły pod władzę perską w 387/386 p.n.e. na mocy postanowień tzw. Pokoju królewskiego. Aleksander Wielki zajął Eolię po zwycięstwie nad Granikiem, a po jego śmierci terenem władali między innymi Seleukidzi, później rosnący w siłę Pergamon. W II wieku p.n.e. Eolia stała się częścią rzymskiej prowincji Azja.